# Prochilodus lineatus
Prochilodus lineatus es una especie de América del Sur de la Clase Actinoptérigos que habita en los ríos Paraná, Uruguay, Paraguay y Río de la Plata; en la Mesopotamia argentina; Paraguay; el río Pilcomayo, Bolivia; y el río Paraíba do Sul, Brasil. Su nombre común es sábalo (a muchas especies de peces se las conoce con ese nombre), sábalo jetón (castellano coloquial para "boca grande"), chupabarro o barrero. En Brasil es llamado curimbatá, curimba, corimbatá o grumatã. En el Paraguay, se lo conoce con el nombre carimbatá (en guaraní "karimbata"). En Estados Unidos se lo conoce como tarpón prochilodus.[cita requerida]
Llega a medir hasta 60 cm y pesar más de 6 kg. Tiene el cuerpo largo y comprimido, gris-verdoso (aclarado en el vientre), con escamas amarillentas. Su boca es circular, bordeada por labios gruesos, y se proyecta del frente. Es la especie más abundante de la cuenca del Plata, llegando a constituir más del 60% de la biomasa de peces de la misma. Algunos peces depredadores, como los surubíes (Pseudoplatystoma spp.) y el dorado (Salminus brasiliensis) dependen de los enormes bancos de sábalos para su subsistencia.
Otra importante característica de este pez es su carácter migrador. Realiza una migración aguas arriba, con fines reproductivos, de varios cientos de kilómetros, hasta llegar a las planicies de inundación típicas del río Paraná y otros ríos de la cuenca. Si bien el desove y la cópula tienen lugar en el cauce del río, las larvas derivan hacia las aguas superficiales de las lagunas de inundación, donde encuentran refugio y alimento. Allí permanecen aproximadamente dos años, luego de los cuales vuelven al cauce principal del río. Terminado el periodo reproductivo, los sábalos migran río abajo. También se caracteriza porque puede alcanzar hasta 90 km/h en la velocidad de su desplazamiento[cita requerida].
Es una especie de gran importancia económica. Su particular hábito alimenticio lo hace difícil de pescar con anzuelo, por lo cual se emplean distintos tipos de redes para su captura (red de arrastre, trasmallo, tres telas, etc.). Los ejemplares capturados son destinados al consumo local, a la exportación y a la producción de derivados (aceite y harina, por ejemplo).

## Alimentación
En cuanto a su régimen alimenticio, el sábalo solo se alimenta de sedimentos. Entre las numerosas adaptaciones anatómico-fisiológicas a la detritívoría podemos citar la boca no protrusible, la cavidad bucal en forma de V invertida, el estómago bicameral (la porción cardíaca es una cámara de almacenamiento, mientras que la pilórica, dotada de poderosa musculatura, se ocupa de la digestión mecánica) y la presencia de numerosos pliegues pilóricos. También se alimenta de fango por lo tanto al hacer la harina de sábalo los pollos en los criaderos la comen en forma de pasta y se contaminan y esta contaminación puede pasar también a los humanos.

## Situación en el río Paraná
El sábalo es considerada la especie clave del río Paraná, debido a su régimen iliófago, su alta biomasa y sus hábitos migratorios. Las regulaciones de Santa Fe y de Entre Ríos, Argentina, han probado ser ineficientes para preservar la especie, que está siendo severamente explotada, en especial para la exportación por varios frigoríficos que compran capturas clandestinas. Los expertos estiman una zafra máxima de 20 000 t/año de sábalo, como límite superior de sostenibilidad. Sin embargo, de exportarse 13 000 t en 1998, subió a 34 000 t en 2004, después de la devaluación del peso argentino por su economía en crisis, triplicando su valor local.[cita requerida]
Los pescadores artesanales son los máximos perjudicados, por ser su única fuente de subsistencia, y cada vez más capturan pequeños especímenes, no maduros y antes del tiempo de reproducción.
La absoluta falta de vigilancia sobre los tamaños de pesca prescritos en las entradas de los frigoríficos, inclusive con plantas procesadoras ilegales, que les venden a los frigoríficos de exportación, donde los organismos estatales de control provincial y federal no controlan, ha empujado a movimientos ambientales a la protesta. El punto álgido de conflicto jurisdiccional fue cuando Santa Fe reguló, en 2005, la prohibición de captura de sábalos por debajo de 42 cm de largo, mientras Entre Ríos llevaba el límite inferior a 40 cm. El 13 de julio, cuatrocientos pescadores bloquearon el acceso rosarino al Puente Rosario-Victoria que une ambas provincias. El 11 de agosto, cuando Entre Ríos acomodó su regulación acorde con Santa Fe, trescientos pescadores y trabajadores de las plantas de congelado de Victoria hicieron lo mismo. Ellos presionan con el desempleo si sus plantas no llenan sus cuotas de exportación.[cita requerida]
El 19 de octubre de 2006, para facilitar la reproducción del sábalo, Santa Fe estableció la prohibición de pesca comercial en todos sus cursos de agua entre noviembre y enero.

## Situación en el Río de La Plata
En el Río de La Plata, este pez sufre pesca indiscriminada y contaminación. Los afluentes del núcleo urbano de Buenos Aires han contaminado severamente los sedimentos del Río de La Plata y a los sábalos que se alimentan de ellos. Los ejemplares capturados en esta zona tienen en sus músculos altas concentraciones de metales pesados, hidrocarburos y contaminantes orgánicos persistentes (en particular PCB), que superan los valores máximos recomendados para el consumo humano.